# Fort Mill
Fort Mill é uma cidade  localizada no estado norte-americano de Carolina do Sul, no Condado de York.

## Demografia
Segundo o censo norte-americano de 2000, a sua população era de 7587 habitantes.
Em 2006, foi estimada uma população de 8560, um aumento de 973 (12.8%).

## Geografia
De acordo com o United States Census Bureau tem uma área de
12,0 km², dos quais 11,8 km² cobertos por terra e 0,2 km² cobertos por água. Fort Mill localiza-se a aproximadamente 196 m acima do nível do mar.

## Localidades na vizinhança
O diagrama seguinte representa as localidades num raio de 12 km ao redor de Fort Mill.